# Abayudaya
Los abayudaya ("pueblo de Judá" en el idioma luganda) es una comunidad judía en Uganda, en los alrededores de la ciudad occidental de Mbale. Se cuentan con los judíos que no pretenden tener ninguna conexión genética o histórica con el resto de las comunidades judías en el mundo, sino por elección (o sea por conversión). En el 2009, la comunidad contaba con unos 1100 miembros.

## Historia
El origen de esta comunidad se debe al líder militar Semei Kakungulu, de origen Baganda. Al ser colonizada Uganda por los británicos, se convirtió al cristianismo en el 1880. En el 1913 se convirtió al cristianismo melquita. Fue en esta época que profundizó su conocimiento con la Biblia hasta llegar al punto de negar al nuevo testamento, aceptando únicamente la torá judía. Es dicho que al enterarse de su decisión, musulmanes en la ciudad ugandesa de Mbale le dijeron que "únicamente los judíos viven según la torá", al cual Kakungulu respondió: "¡Entonces seré judío!". Es importante de destacar que en aquella época, Kakungulu no tenía ni contacto con judíos ni conocimiento de la existencia de comunidades judías en el mundo, así que este acontecimiento constituye un caso de "conversión espontánea al judaísmo".
Fue en 1919 que Kakungulu, su familia y muchos seguidores profundizaron su práctica del judaísmo, al circuncidar a los varones, al vivir estrictamente según la torá y declarándose "judío", aunque sin conocimiento de las tradiciones rabínicas. Las autoridades británicas se distanciaron de Kakungulu, que fue antes un importante protagonista en la colonización británica. 
En 1920 hubo un primer encuentro casual con un comerciante judío llamado "Yoseph", que introdujo a la comunidad un primer conocimiento con el judaísmo rabínico moderno. A partir de entonces, cada encuentro con judíos introdujo nuevas prácticas rabínicas. 
Semei Kakungulu murió del tétanos en el 1928. Sus seguidores se dividieron en un grupo que retornó al cristianismo y un grupo que siguió viviendo estrictamente según la torá. 
En la época del dictador Idi Amin, después de la expulsión de los hindúes e israelíes del país, decretó que únicamente la religión cristiana e islámica serían legales. Este decreto llevó a una supresión agresiva contra los Abayudaya. Al fin de la época de Idi Amin, se habían destruido alrededor de 30 sinagogas y solamente 300 de los anteriormente 3000 judíos siguieron identificándose con el judaísmo.
A partir de aquella época la comunidad empezó a crecer. Al comparar con varias otras comunidades en el mundo que se han adherido a prácticas judías (como los Lemba en Sudáfrica, los Igbo en Nigeria y otros más) es una de las únicas que siempre quiso ser parte integral del pueblo judío y del judaísmo rabínico. Este hecho llevó a un gradual establecimiento de contacto con comunidades judías en EE. UU., en Israel y con individuales que se interesaron por esta comunidad.
Aunque desde el punto de vista religioso los Abayudaya siguen al judaísmo ortodoxo, fue el movimiento conservador de EE. UU. que decidió "adoptar" esta comunidad. En el 2002, una corte rabínica, formada por rabinos de EE. UU. e Israel, viajó a Uganda para hacer conversiones. Además, el líder actual de la comunidad, Gershom Sizomu, recibió una beca para estudiar en el colegio rabínico Ziegler School of Rabbinic Studies en Los Ángeles (EE. UU.), volviendo a Uganda de rabino recibido en el 2008.

## Situación actual
La comunidad actualmente cuenta con unos 1,000 miembros. El centro de la comunidad se encuentra en la colina de Nabugoye, en las afueras de la ciudad de Mbale. Los demás Abayudaya se encuentran en los pueblos de Namanyonyi, Nasenyi, Putti y Namutumba. 
Mientras que las comunidades de Nabugoye, Nasenyi, Namanyonyi y Putti provienen en su mayoría de la tribu Bagwere, la comunidad aislada de Namutumba (a 70 km de Mbale) se forma de Basoga. La comunidad de Putti mientras tanto se aisló de los demás, al rechazar la adhesión al movimiento conservativo y al conectarse con el judaísmo ortodoxo con la meta de recibir una conversión ortodoxa.
Con la ayuda de varias comunidades en EE. UU., los Abayudaya pudieron construir sinagogas, una escuela primaria y secundaria y una clínica. Además fueron construidos pozos, una albergue, proyectos de electricidad solar y se ha establecido una cooperativa agricultora que produce y exporta café a condiciones de comercio justo. Todos los proyectos de desarrollo económico y educacional están a servicio de todos. Por ejemplo, en las escuelas judías, solamente los alumnos judíos tienen que asistir a las clases de judaísmo y hebreo, mientras que los estudiantes cristianos y musulmanes tienen su clases de religión separados. Solamente una parte de los participantes en la cooperativa cafetera son judíos.
La mayoría de los Abayudaya siguen viviendo en condiciones muy básicas, viviendo de agricultura de subsistencia. La ayuda que recibe la comunidad tiene la meta de cambiar esta situación, más que nada por las iniciativas educativas. Hoy en día, todos los jóvenes de la comunidad tienen la posibilidad de terminar sin costo las escuela secundaria y después seguir a la universidad o escuela vocacional, recibiendo becas. Además, la meta es de revolucionar la situación médica de la comunidad. Como todos los ugandeses, los Abayudaya sufren de una muy alta incidencia de malaria, VIH, tuberculosis, fiebre tifoidea, etc. Las iniciativas han podido reducir en parte estas enfermedades.

## Prácticas religiosas
Los Abayudaya siguen estrictamente las tradiciones rabínicas. En su historia, han desarrollado una variedad de música religiosa que está cantada en el servicio religioso. En parte las canciones están en el idioma luganda, la lengua franca ugandesa, y en parte en hebreo.